# Bill Green (Musiker)
William Ernest „Bill“ Green (* 28. Februar 1925 in Kansas City, Kansas; † 29. Juli 1996 in Los Angeles, Kalifornien) war ein US-amerikanischer Jazz-Saxophonist, Klarinettist, Flötist und Oboist (allgemein Holzblasinstrumente aller Art).

## Leben
Green lernte als Jugendlicher Altsaxophon und Klarinette und spielte bis zum Alter von 15 Jahren in einer WPA-Band in Kansas City. Nach dem High-School-Abschluss 1942 war er in der US Navy, wobei er länger in San Diego diente. Ab 1945/46 war er in Los Angeles, wo er Teil der Central Avenue Jazzszene war und unter anderem mit Buddy Collette spielte. Von 1947 bis 1952 studierte er am Konservatorium in Los Angeles mit dem Master-Abschluss. Danach arbeitete er meist als Freelancer und Studiomusiker in Los Angeles (unter anderem im Film Young Man with a Horn und unter anderem den Fernsehserien M Squad und Shogun und der Flip Wilson Show). Er unterrichtete aber auch von 1952 bis 1962 am Konservatorium und spielte nachts in Jazz-Clubs. In den 1950er Jahren spielte er unter anderem unter Gerald Wilson und Benny Carter (mit denen er auch aufnahm), in den 1960ern mit Nelson Riddle, aber auch häufiger unter Quincy Jones, Buddy Rich, Oliver Nelson sowie mit Burt Bacharach.
Ende der 1950er Jahre und Anfang der 1960er Jahre leitete Green eine All-Star-Band im Marty´s Jazzclub in Los Angeles.  Er begleitete in den 1980er Jahren Ella Fitzgerald, Sarah Vaughan, Carmen McRae und andere Sänger, spielte mit der Clayton-Hamilton-Band (mit der er auch aufnahm), der Bigband Juggernaut von Frank Capp und Nat Pierce, spielte mit Lionel Hampton, Woody Herman, Sonny Rollins, Gene Ammons, nahm mit Dizzy Gillespie, Gene Harris, Louie Bellson und Buddy Collette und vielen anderen auf (Tom Lord listet über 130 Sessions). In den 1980ern spielte er auch Klarinette in der Highland Park Symphony. 1988 hatte er einen Gastauftritt als Saxophonspieler in der US-Sitcom Golden Girls.
Er unterrichtete auch (neben dem Konservatorium von Los Angeles) unter anderem an der University of California, Los Angeles, der California State University und der University of Southern California und war 1991 Educator of the Year der LA Jazz Society. 1965 war er auf dem Monterey Jazz Festival mit dem Gil Fuller Orchestra.
Er galt nicht nur als zuverlässiger Studiomusiker, sondern auch als hervorragender Solist auf Sopran- und Baritonsaxophon. Zu seinen Lieblingsmusikern zählte er Benny Carter, Lucky Thompson, Charlie Parker, Don Byas.